# گمینا موگیو
گمینا موگیو (به لهستانی:  Gmina Mełgiew) یک گمینا در لهستان است که در شهرستان شویدنگک واقع شده‌است. گمینا موگیو ۹۵٫۶۴ کیلومتر مربع مساحت و ۹٬۴۴۸ نفر جمعیت دارد.